# マネー・キャント・バイ
『マネー・キャント・バイ』（Money Can't Buy）は、カイリー・ミノーグの9枚目のスタジオ・アルバム『ボディ・ランゲージ』（2003年）のプロモーションの為に2003年11月15日にロンドンのハマースミス・アポロで行われた75分に渡る一夜限りのコンサート。タイトルはこのライヴのチケットが一般販売されず、招待客と当選した応募者のみ参加出来た事に由来している。コンサートにかかった費用は1万ポンドを超えた。ウィリアム・ベーカーとアラン・マクドナルドが主にクリエイティブとアート・ディレクションを担当し、マイケル・ルーニーとスティーヴ・アンダーソンはそれぞれ振り付けと音楽面のアレンジを担当した。
ミノーグは主に『ボディ・ランゲージ』からの曲を披露したが、過去のシングル曲もセットリストに含まれている。コンサートはAOLで中継され、数日後にITV1とネットワーク・テンで放送された。コンサートの模様は2004年7月12日に『ボディ・ランゲージ・ライヴ』としてDVD化された。

## 放送とライブレコーディング
ショウは2003年11月15日にAOLで生中継された。11月22日にはイギリスのITV1で放送された。オーストラリアでは11月24日にネットワーク・テンで放映された。
コンサートは撮影され、『ボディ・ランゲージ・ライヴ』として2004年7月12日にイギリスでDVDとして発売された。米国では9月7日にDVDが発売された。本編に加えてDVDには舞台裏映像、『スロウ』『レッド・ブラッディッド・ウーマン』『チョコレート』のミュージック・ビデオ、壁紙とピクチャー・ギャラリーも収録されている。
オーストラリアでは『ボディ・ランゲージ・ライヴ』は15,000枚の出荷でオーストラリアレコード産業協会からプラチナ認定されている。イギリスでは2005年3月の時点で25,000枚を出荷し英国レコード産業協会からゴールド認定された。ドイツのチャートでは64位に登場した。

### 収録曲
| #   | タイトル                                                     | 作詞 | 作曲・編曲 |
| --- | ------------------------------------------------------------ | ---- | ---------- |
| 1.  | 「スティル・スタンディング」                                 |      |            |
| 2.  | 「レッド・ブラッディッド・ウーマン」                         |      |            |
| 3.  | 「オン・ア・ナイト・ライク・ディス」                         |      |            |
| 4.  | 「ブリーズ / ジュテーム」                                    |      |            |
| 5.  | 「アフター・ダーク」                                         |      |            |
| 6.  | 「チョコレート」                                             |      |            |
| 7.  | 「熱く胸を焦がして」                                         |      |            |
| 8.  | 「スロウ」                                                   |      |            |
| 9.  | 「オブセッション」                                           |      |            |
| 10. | 「イン・ユア・アイズ」                                       |      |            |
| 11. | 「シークレット (テイク・ユー・ホーム)」                      |      |            |
| 12. | 「スピニング・アラウンド」                                   |      |            |
| 13. | 「ラヴ・アット・ファースト・サイト」                         |      |            |
| 14. | 「舞台裏映像: ボディ・ランゲージ・ライヴ・ドキュメンタリー」 |      |            |
| 15. | 「スロウ」(プロモ・ビデオ)                                   |      |            |
| 16. | 「レッド・ブラッディッド・ウーマン」(プロモ・ビデオ)         |      |            |
| 17. | 「チョコレート」(プロモ・ビデオ)                             |      |            |
| 18. | 「フォト・ギャラリー」                                       |      |            |

### 認定
| 国/地域                    | 認定     | 認定/売上数 |
| -------------------------- | -------- | ----------- |
| オーストラリア (ARIA)      | Platinum | 15,000^     |
| イギリス (BPI)             | Gold     | 25,000^     |
| ^ 認定のみに基づく出荷枚数 |          |             |

## セットリスト
参照:

アクト1: パリス・バイ・ナイト
1. スティル・スタンディング
2. レッド・ブラッディッド・ウーマン
3. オン・ア・ナイト・ライク・ディス (「雨に唄えば」を含む）

アクト2: バルデッロ
1. ブリーズ / ジュ・テーム・モワ・ノン・プリュ
2. アフター・ダーク
3. チョコレート

アクト3: エレクトロ
1. 熱く胸を焦がして
2. スロウ
3. オブセッション
4. イン・ユア・アイズ

アクト4: オン・ヤ・バイク
1. シークレット (テイク・ユー・ホーム)
2. スピニング・アラウンド

アンコール
1. ラヴ・アット・ファースト・サイト